# 秦柳方小报告事件
「秦柳方小报告事件」，又名「秦柳方事件」。1986年2月22日，中国社会科学院世界经济与政治研究所科研处处长秦柳方向胡乔木、邓力群、胡绳分别寄了一份15页约五千字的小报告《经济理论的一些情况》。该小报告以经济改革中的一些问题为主，分为四个问题揭发和批判了经济改革中的“资产阶级自由化”现象。

## 事件过程
1986年2月22日，秦柳方给胡乔木打了小报告，揭发批判了经济理论方面的“混乱现象”和“资产阶级自由化倾向”。
2月23日，胡乔木在《国内动态清样》第380期上批示：“启立同志，建议将此件印刷中央参阅文件。原文所引《工人日报》文章，因住院不便查找，希中办代查附后，但此件意义之重大远在一两篇文章之上。当否，请酌。”
2月24日，胡启立批示：“按乔木、一波批示办。”
3月1日，胡乔木致信中央领导胡耀邦、赵紫阳、胡启立、朱厚泽，随信送上秦柳方的小报告。胡乔木的信全文如下： 
　　
耀邦、紫阳、启立、厚泽同志：
社会科学院世界经济与政治研究所秦柳方同志日前寄来一份《经济理论的一些情况》，作为一家之言，似还值得看看。此件原已另送力群、胡绳同志，故不再报。原附件较多，从略。
胡乔木 　　三月一日
3月3日赵紫阳在胡乔木的信上批示：“批判经济工作中的自由化要慎重，更重要的是要鼓励探索创新。”
3月5日，胡耀邦在胡乔木的信上批示：“同意紫阳同志的意见，请厚泽同志将紫阳同志的批语转告乔木同志一下。”秦柳方事件至此被压了下来。
3月25日赵紫阳向六届人大四次会议所做的《关于第七个五年计划的报告》概述中共十二届三中全会《关于经济体制改革问题的决定》所确定的以“社会主义商品经济”为“改革的基本方向”后，明确指出：“我们必须在理论上深入研究社会主义商品经济运动的内在规律，在实践中积极探索发展社会主义商品经济的各种途径，坚决变革一切不符合这种要求的思想观念和规章制度。目前，我们的经济理论研究工作落后于改革和建设的实践，还不善于对丰富的实践作出新的概括。我们必须继续坚持理论联系实际的原则，鼓励理论上和实践上的大胆探索和开拓创新精神”。

## 小报告内容

### 关于经济理论方面
1.“价格改革可以冒更大的风险。建立劳动力市场，让农民进城，压低工资水平”问题。
1985年11月《经济研究》杂志第11期发表了中国经济体制改革研究所写的城市经济体制改革综合调查报告，题为《改革：我们面临的挑战与选择》，并作为第一篇重要文章刊出。……报告主张市场机制要在经济系统运行中起重要作用……报告对社会主义的就业、社会福利制度全盘加以否定，主张建立劳动力市场，要学习西方的办法，实行失业保险，“让农民进城”……报告说：“占就业人口百分之六十以上的青年……愿意冒失业风险，自主选择职业”……报告主张建立资金市场，金融改革“实行双轨制”，“扶持民间信贷的发展”。
2.“全民所有制企业要实行‘股份化’”问题。
1985年春，有几位同志写了一份关于‘政策体系’的报告，在报告中首先提出我国全民所有制国营企业，应当仿照西方国家的办法，实行‘股份化’，让职工购买股票……”。其实这种观点是羞羞答答的以资本主义私有制为基础的合股公司来代替社会主义公有制。
3.“全民所有制的国营企业要实行‘资产经营责任制’”问题。
“……北京五位经济理论工作者建议……‘通过明确企业资产的价值和稳定国家与企业对经营资产的利润的分享的办法，使企业内部生成适应商品经济发展的动力和活力’”。好像企业经营者如不占有资产，不分享经营资产的利润，企业就没有动力和活力，就无法经营，就不能生存。如果全民所有制企业把资产交给经营者，并分享经营资产的利润，难道还不是资本主义的私营企业？
4.“把资本主义国家的计划与商品经济同社会主义国家的有计划的商品经济等同起来”问题。
5.“以运用西方经济学的研究方法来研究社会主义经济运行为特征的新兴社会主义经济改革学派异军突起”问题。
《世界经济导报》1985年12月9日第6版所载《中国经济理论的现状与趋势》一文，提出中国经济学界存在三个学派，一是‘以《资本论》为基础，认真结合社会主义现实的经济改革学派’，二是‘以苏联东欧改革理论为依托来分析中国社会主义经济问题的学派’，三是‘以运用西方经济学的研究方法来研究社会主义经济运行为特征的社会主义经济改革学派’。”秦柳方认为，“文章的中心目的，是要说明社会主义政治经济学理论对中国的社会主义经济体制改革已经不灵了，只有第三学派‘在中国当代，她却发生了规范的效应，她对人们对完善社会主义商品经济的调节机制提供了富有启发性的思路’。言下之意，它将要统治中国经济的论坛。
6.“认为‘经济学缺乏新概念’”问题。
《经济学周报》1986年2月2日第5版所载《略议经济学概念的建设问题》一文……贬低现有政治经济学教材……还危言耸听的说：‘在改革中我们常常失误，跟我们缺乏健全的新理论有关’。……在此文作者看来，马列主义政治经济学都是陈旧的概念，只有搬用西方经济学说，以西方经济学的概念来阐述经济理论，开药方，经济体制改革才能不致失误。
7.“全盘否定陈云同志关于社会主义经济建设必须以计划经济为主、市场调节为辅的重要指示”问题。
前年，国家体改委的同志写的一份研究报告，对陈云同志关于社会主义经济建设必须以计划经济为主、市场调节为辅的重要指示，全盘加以否定。（值得注意的是，这一条有两个版本：一个是“六四”事件后，中国社科院经济研究所清查和批判自由化时，曾经复印出来在所内传阅的，这一条没有圈掉；一个在向上转报稿子的复印件，这一条被圈掉了。据此推断，转报的稿子可能是被胡乔木圈掉的。）

### 关于现代化与民族传统的方面
“《世界经济导报》1986年2月17日第8版所载《现代化对民族传统的反思》一文，……吹捧美国的民族文化……还推崇日本的民族文化，……但对五四以来的民主思想，以及中国人民在中国共产党领导下，几十年来艰苦奋斗，前仆后继地进行民主革命、社会主义革命的优良传统，却视而不见。文章的中心思想是要学习西方的现代化，而丝毫不说社会主义的现代化”。

### 关于对当代大学生的估价和提出的要求方面
“《世界经济导报》1985年12月23日第12版所载《当代中国大学生：一个新的时代》的长文，提出‘不能以五、六十年代的旧标准看新大学生’，‘只有以继续改革和更加开放、更为现代化的下一个时代为参照才能准确地测量当代大学生的状态和发展，从而有效地教育、培养成为今后社会的栋梁’，……这个评价标准却抽去了社会主义，抽去了宪法规定的公民必须遵纪守法、热爱祖国、热爱社会主义的应有责任。换句话说，不能从政治上要求当代大学生”。“文章还提出：‘要给大学生更多的发言权’……要‘提高大学生的社会地位，改善大学生的社会形象’……发表这种文章，是为部分大学生要求自由化张目，文章中提出的要求也是很不合理的”。

### 关于有些学说的方面
“如匈牙利经济学家科尔纳所著《短缺经济学》（在荷兰出版）受到一些人的推崇，看来也需要加以评述”。

### 提出四点建议
1.中央宣传部以及各省、市、自治区党委宣传部，要加强对报刊的思想领导，促使他们端正宣传报道的方针，既要发现新观点，介绍新的研究成果，又要防止理论宣传上的自由化倾向。
2.社会科学院有关的研究所要就值得探讨、商榷的问题，组织力量，及时进行研究；有关刊物要有计划地组织文章，通过争鸣，澄清一些问题，以利于经济体制改革的顺利进行。
3.经济体制改革有关领导部门，对于不坚持社会主义，不注意计划经济，不顾国情，照搬西方学说，照搬西方国家的政策措施，轻易开出的药方，在决策时要采取清醒的、慎重的态度，以免改革工作发生失误。
4.有些以青年理论工作者组成的研究所，应当充实力量，实行老、中、青相结合，加强领导。青年思想活跃，积极提出建议，是可喜的现象，但必须引导他们多研究马列主义基本原理，联系实际，到实际工作部门和基层进行锻炼，不要只是照搬西方学说，照搬西方国家的政策措施，为经济体制改革轻易开药方。

## 后续
1989年8月27日，秦柳方写了《赵紫阳早就支持纵容资产阶级自由化》一文，揭发批判赵紫阳当年针对秦柳方小报告的批示，还将《经济研究》常务副主编唐宗昆与赵紫阳联系在一起批判。
六四事件之后，中国社会科学院及经济研究所均进行清查和整党。中国社会科学院派出何建章、姜汉章、雷震阊组成的清查整党小组进驻经济研究所，清查组将秦柳方1986年2月22日的小报告印发给经济研究所全体人员，清查及批判的主要是：（一）唐宗昆写文章批判秦柳方；（二）赵人伟在双百方针发表30周年座谈会上发言，不点名批评秦柳方阻碍贯彻双百方针。胡绳在院部大会上检查，称秦柳方揭发了资产阶级自由化，并向秦柳方致敬。
1990年1月16日，中国社会科学院《要报》以“中国社会科学院一些学者近几年在经济理论和政策上的某些见解”为题向中央报告，肯定和支持秦柳方的意见。“一、我院世界经济与政治研究所秦柳方同志较早地提出对资产阶级自由化观点的批评。……胡乔木同志将此报告转给赵紫阳同志。赵看后不以为然，于3月3日在报告上批示：‘批经济理论上的自由化可要慎重。现在更需要的是大胆探索’。赵紫阳的批示传达后，经济学领域的资产阶级自由化思潮更加泛滥起来”。

### 书籍
- 《中國改革年代的政治鬥爭》，香港2004年11月版，Excellent Culture Press，ISBN 962-675-803-1，天地圖書有限公司2010年12月修訂版，ISBN 978-988-219-355-0